# Conseil national du swahili

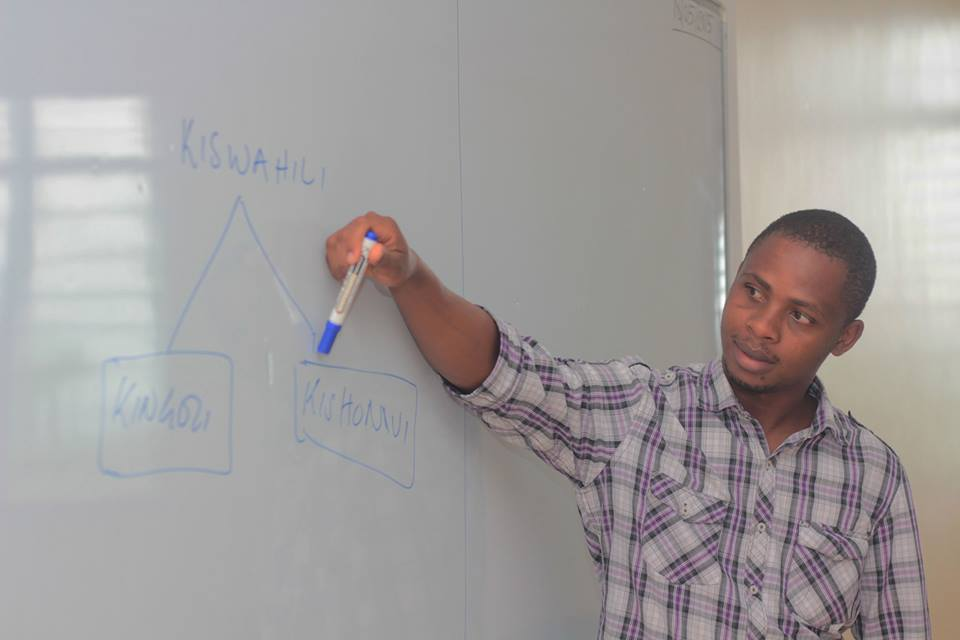
Éducateur donnant un cours de kiswahili en Tanzanie.

Baraza la Kiswahili la Taifa, abrégé en BAKITA, (en français : Conseil national du swahili) est l'institution académique de Tanzanie responsable, depuis 1983,  de normaliser et de perfectionner la langue kiswahili, une des langues swahili, la plus parlée et la plus populaire, servant de langue véhiculaire dans une grande partie de l'Afrique de l'Est.

## Mission
Le conseil national du swahili doit suivre l'utilisation et le développement de la langue kiswahili, et proposer des termes nouveaux, chaque fois que nécessaire et en harmonie avec la politique de la Tanzanie.

## Histoire
Cet organisme a été créé en 1983. Il travaille de façon coordonnée avec le Chama cha Kiswahili cha Taifa (CHAKITA) , au Kenya, et le Baraza la Kiswahili la Afrika Mashariki (BAKAMA) en Ouganda. Mais la Tanzanie a réussi, mieux que les pays voisins qui ont eu pour partie la même ambition, à faire du kiswahili une véritable langue nationale, une langue utilisée par ses écrivains, et un élément important de l’identité du pays.
Une étape importante dans l'action de ce conseil a été l'émission en 1987 d'un dictionnaire technique anglais-kiswahili comprenant plus de dix mille termes.